# Niv Adiri
Niv Adiri (geboren in Kfar Vitkin) is een Israëlisch geluidstechnicus. Hij was vanaf 2004 werkzaam in de filmindustrie en deed het geluid voor bijna veertig films (anno april 2014), waaronder The Invention of Lying, Slumdog Millionaire, 127 Hours, Johnny English Reborn en V for Vendetta.
Adiri en zijn collega-geluidstechnici wonnen een BAFTA Award en een Academy Award voor beste geluid voor de film Gravity uit 2013.